# Санфиш Лејк (Минесота)
Санфиш Лејк (енгл. Sunfish Lake) град је у америчкој савезној држави Минесота.

## Демографија
По попису из 2010. године број становника је 521, што је 17 (3,4%) становника више него 2000. године.
| Група             | 2000.       | 2010.       |
| Белци             | 474 (94,0%) | 472 (90,6%) |
| Афроамериканци    | 0 (0,0%)    | 6 (1,2%)    |
| Азијати           | 13 (2,6%)   | 12 (2,3%)   |
| Хиспаноамериканци | 14 (2,8%)   | 25 (4,8%)   |
| Укупно            | 504         | 521         |